# Edgar al Scoției
Edgar (n. 1074 – d. 8 ianuarie 1107, Edinburgh, Regatul Scoției) a fost rege de Alba din 1097 până în 1107. A fost al patrulea fiu al lui Malcolm al III-lea al Scoției și a Margaretei de Wessex, însă primul care a fost considerat eligibil pentru tron după moartea tatălui său.

## Guvernarea
Edgar și-a început domnia la începutul anului 1095, după asasinarea fratelui său vitreg Duncan al II-lea al Scoției la sfârșitul anului 1094, de către Mael Petair de Mearns, un susținător al unchiului său, Donald al III-lea al Scoției. Fratele sau mai mare, Edmund, a trecut de partea lui Donald, probabil în schimbul unui domeniu feudal și a recunoașterii sale ca moștenitor a lui Donald.
Edgar a primit sprijin din partea lui William al II-lea Rufus așa cum primise și Duncan înaintea sa. Cu toate acestea, regele englez era ocupat cu o revoltă condusă de Robert de Mowbray, Conte de Northumbria, care pare să fi avut suportul lui Donald și a lui Edmund. Rufus a mers într-o campanie în nordul Angliei, în timp ce Edgar a câștigat controlul celor din Lothian.
Pretențiile lui Edgar au fost susținute de frații săi, Alexandru și David, și de unchiul lor Edgar Atheling.
William Rufus a petrecut întregul an 1096 în Normandia, teritoriu cumpărat de la fratele său Robert Curthose, iar până în 1097, Edgar a primit sprijin care a dus la înfrângerea lui Donald și Edmund într-o campanie condusă de Edgar Atheling.
Edgar nu a fost moștenitor în prima linie deoarece Duncan al II-lea a avut un fiu legitim și moștenitor, pe William Fitz Duncan. Odată cu eliminarea lui Donald și a lui Eduard, Edgar a devenit regele Scoției necontestat iar domnia sa nu a întâlnit crize majore. În 1098, Edgar a semnat un tratat cu Magnus Barefoot, regele Norvegiei, stabilind granița dintre scoțieni și norvegieni în vest.
Edgar a murit la Edinburgh pe 8 ianuarie 1107 și a fost îngropat la Abația Dunfermline. Necăsătorit și fără copii, el l-a recunoscut pe fratele său Alexandru ca succesor. Edgar i-a acordat de asemenea și lui David o feudă în Cumbria (terenurile fostului Regat Strathclyde) cât și părți din sudul Lothianului.